# Cercenedes
|  | Per a altres significats, vegeu «Roca de Cercenedes». |

Cercenedes, també escrit Sarsanedes, és un mas a mig quilòmetre al sud-oest de la vila d'Osor (la Selva) catalogat a l'Inventari del Patrimoni Arquitectònic de Catalunya.

## Arquitectura
És un edifici aïllat de tres plantes amb golfes i coberta de quatre aigües situada dalt d'un turó sobre el poble d'Osor. La casa és de planta rectangular i té aparença de fortificació imponent, ja que s'hi accedeix des d'un punt més baix. Les façanes són arrebossades amb la pedra vista, a excepció de la façana de ponent, amb un arrebossat que deixa veure molt més la pedra. A la part baixa de totes les façanes les parets s'eixamplen en una mena de contraforts continus.
Les obertures són bàsicament de forma rectangular amb llindes monolítiques i marcs de pedra. Moltes d'elles tenen balcons. A la façana lateral, a migdia, hi ha una porxada d'arcs de mig punt geminats sense columneta central. Els laterals de la porxada són dos obertures d'arc carpanell, una a llevant i l'altra a ponent. A sobre la porxada, formada per vuit mòduls geminats, hi ha una gran terrassa al nivell del primer pis amb tres obertures de mig punt.
A la façana sud destaquen les arcades (tres al primer pis i tres al segon pis) de mig punt amb balcons no emergent, al segon pis, i reixes, al primer pis.
La façana nord, est i sud presenten a les golfes un seguit de petites finestres quadrades i d'arc de mig punt emmarcades de pedra o rajola. La façana de ponent presenta en aquesta part, vuit arcades de mig punt de rajola de dues mides diferents, majors les quatre centrals.
Els ràfecs estan formats per cinc fileres, dues de teula i tres de rajola plana.

## Història
Aquesta casa es pot datar al segle xix, sobre l'estructura antiga dels segles xvii (1716). El mas però, està documentat des del segle xiv. Al segle xix es va refer el sostre i algunes noves obertures. La porta de la façana de llevant conté a la llinda la data gravada de 1833. el 1928-29 es va construir la galeria i el porxo de la part de migdia i es va refer l'arrebossat de tres de les façanes. A l'entrada del pati i el porxo, a la part de llevant, hi ha una porta amb una llegenda feta de trencadís ceràmic que posa; "Any 1928". Actualment es propietat de la família Casassas, descendents de l'antiga família Sarsanedes, que encara hi resideix.